# برایان بو لارسن
برایان بو لارسن مجرم اهل دانمارک. او توانسته است بیش از ۲۰ بار از زندان بگریزد او در این مسئله در جهان رکورد دار است.
در بیستمین فرارش شب ۱۲ تا ۱۳ دسامبر برایان که در آن زمان ۴۰ ساله بوداز زندان گریخت و این بیستمین فرار او از زندان بود. بعد از بریدن میله‌ها از پنجره فرار کرد، پس از رسیدن به پشت بام زندان با بالا رفتن از طنابی که از پنجره اتاقش بسته بود با طناب دیگری از محدودیت‌های زندان فرار کرد.